# União Frederiquense de Futebol
União Frederiquense de Futebol is een Braziliaanse voetbalclub uit Frederico Westphalen in de staat Rio Grande do Sul.

## Geschiedenis
De club werd opgericht in 2010 opgericht als eerste profclub van de stad. De club ging een jaar later van start in de tweede klasse van het Campeonato Gaúcho. Na een plaats in de middenmoot werd de club in 2012 vierde. Na een derde plaats in 2014 promoveerde club naar de hoogste klasse , maar kon daar het behoud niet verzekeren. Na een vierde plaats in 2016 volgden enkele middelmatige seizoenen tot de club in 2021 kampioen werd en opnieuw promoveerde.

## Erelijst
Campeonato Gaúcho Série A2
2021